# Galerie d'art moderne de Palerme
Pour les articles homonymes, voir GAM.
La Galerie d'art moderne de Palerme (GAM) est un musée municipal d'art moderne situé dans la rue Sant'Anna, dans le quartier Kalsa du centre historique de Palerme.
Le complexe muséal se compose de deux bâtiments unis historiquement : l'ancien couvent franciscain de l'Église Sainte-Anne-de-Miséricorde, de style baroque, et l'adjacent Palazzo Bonet (it) de style gothique espagnol.
La galerie présente des œuvres d'artistes importants, tels que: Giovanni Boldini, Massimo Campigli, Carlo Carrà, Felice Casorati, Eustachio Catalano, Giorgio De Chirico, Ettore De Maria Bergler, Nino Franchina, Emilio Greco, Renato Guttuso, Vincenzo Irolli, Antonino Leto, Salvatore Lo Forte, Francesco Lojacono, Lia Pasqualino Noto (it), Vincenzo Ragusa, Pippo Rizzo, Mario Rutelli, Mario Sironi, Franz von Stuck, Aleardo Terzi, Onofrio Tomaselli.

## Historique
La première galerie municipale d'art moderne a été fondée en 1910 et est située dans le hall du théâtre Politeama, qui devait être un siège temporaire en partie à cause du manque d'espace. Elle a été créée selon la volonté d'Empedocle Restivo, à qui elle fut dédiée, par l'exposition d'une soixantaine d'œuvres d'artistes siciliens et de peintres italiens et étrangers, achetées principalement aux Biennales de Venise sur les conseils de Basile et Ducrot.
Le siège au théâtre Politeama est vite devenu mal adapté à la galerie, mais pour des raisons financières, a été laissé dans ce lieu jusqu'à aujourd'hui. Quand la restauration de l'église Sainte-Anne datant du XVIIe siècle eut lieu, la galerie fut transférée en décembre 2006 et prit le nom de GAM.
Le 21 décembre 2007 la collection s'est enrichie grâce à la donation de deux sculptures de Giorgio De Chirico (Hector et Andromaque et Oreste et Pylade) provenant de la collection Bilotti.

## Les bâtiments
Le complexe muséal est composé de deux bâtiments adjacents : Le palais Bonet et l’ancien couvent franciscain de l'église Sainte-Anne. La galerie a une troisième extension au palais Ziino (it) : le premier étage contient la collection de moulages, dans laquelle se trouve le reste des collections de l'ancien siège au théâtre Politeama, le deuxième étage est un espace consacré aux expositions temporaires,.

### Palais Bonet
La construction du bâtiment doit se référer au marchand catalan Gaspare Bonet en 1487-88. La construction a été longue, et il faut attendre près de quatre décennies avant de le voir terminé. Grâce à son style architectural unique, il devint un modèle de référence pour certaines des plus belles demeures des nobles de la ville.
Le style du bâtiment est inspiré de l'architecture gothique catalane, en raison des origines du propriétaire. Pour la façade extérieure, des blocs de pierre carrés sont utilisés. La structure est typique de l'architecture sicilienne médiévale. Une cour intérieure permet de relier le reste de l'édifice.
En 1582, le bâtiment est racheté par les Jésuites, qui le revendront plus tard à la famille de Bologne.

### Ancien couvent franciscain
En 1606 débute la construction de l'église Sainte-Anne, l'architecte en chef est Mariano Smiriglio (en). 1618 est un moment fondamental dans la vie du couvent, les Pères Franciscains achètent le palais Bonet et l'utilisent pour développer leur propre couvent. Ils font des travaux qui changent la structure du bâtiment, et l'adaptent à de nouveaux besoins, de sorte que le jardin du palais se transforme et devient le cloître du couvent. D'autres travaux ont été effectués dans les années suivantes. En 1648 la tour du palais est transformée en clocher. Les travaux du couvent ont beaucoup modifié la structure d'origine du bâtiment. À la fin des travaux, le couvent se retrouva avec beaucoup d'homologues, en termes de structure, dans la ville.

## Les services
À l'intérieur de la galerie, on peut trouver : une librairie, une cafétéria et un restaurant.

## Les collections

### Premier étage
- Les Vêpres siciliennes, 1890-1891, Huile sur toile, cm 297 × 495 de Erulo Eroli (en) (Rome 1854-1916)
- Madame Olimpia Pamphili et Innocenzo X en présence d'un cardinal, environ 1891, Huile sur toile, cm 232 × 310 de Guglielmo de Sanctis (Rome 1829-1911)
- Autoportrait de jeunesse, 1807, Huile sur toile, cm 82,5 × 63 de Giuseppe Patania
- Autoportrait, environ 1820, Huile sur toile, cm 56 × 43,5 de Giuseppe Patania
- Ritratto de l'enfant avec un chien, 1830, Huile sur toile, cm 51 × 42,7 de Giuseppe Patania
- Portrait d'une jeune fille à la colombe, 1830, Huile sur toile, cm 51 × 41,5 de Giuseppe Patania
- Portrait d'un prêtre malade, 1838, Huile sur toile, cm 63,5 × 52 de Giuseppe Patania
- Portrait de famille, 1809-1812, Huile sur toile, cm 73 × 60,4 de Odorico Politi (Udine 1785 – Venise 1846)
- Portrait de Michele Pintacuda, 1855 circa, Huile sur toile, cm 71 × 56,5 de Salvatore Lo Forte
- Portrait de Mme Pintacuda, 1855 circa, Huile sur toile, cm 70,5 × 56,5 de Salvatore Lo Forte
- Portrait d'un jeune homme, 1835-1845 circa, Huile sur toile, cm 36, 7 × 23,5 de Salvatore Lo Forte
- Puttini, environ 1865, plâtre, cm 100 × 65 × 65 de Benedetto Civiletti (Palerme 1845-1899)
- Vénus et Adonis, 1828, Huile sur toile, cm 75 × 100 de Giuseppe Patania
- Le baisé de Jupiter, 1828, Huile sur toile, cm 75 × 100 de Giuseppe Patania
- Danaé et la pluie d'or, 1829, Huile sur toile, cm 75,5 × 101 de Giuseppe Patania
- Le viol d’Europe, 1828-1829, Huile sur toile, cm 75 × 100 de Giuseppe Patania
- Danaé et la pluie d'or, 1839, Huile sur toile, cm 75,5 × 101 de Giuseppe Patania
- Psyché transporté par les Zhépyrs, 1829, Huile sur toile, cm 76 × 60 de Vincenzo Riolo (Palerme 1772-1837)
- La fureur d'Orlando, 1800-1810 circa, Huile sur toile, cm 36 × 30 de Vincenzo Riolo
- Fuga della Regina Bianca, 1850, Huile sur toile, cm 30,5 × 37 de Giuseppe Patania
- Bacco infante trasportato in cielo da Mercurio, 1829, Huile sur toile, cm 75 × 100,5 de Giuseppe Patania
- Enea e Didone, 1865 circa, Huile sur toile, cm 52 × 65,5 de Giuseppe Di Giovanni (Palerme 1817-1898)
- Venere dormiente, 1840 circa, Huile sur toile, cm 103 × 154 de Andrea D'Antoni (Palerme 1811-1868)
- Baccante danzante, 1838, Marbre, h cm 210 de Valerio Villareale (Palerme 1773-1854)
- Cristoforo Colombo in catene, 1872, Marbre, cm 65 × 34 × 60 de Benedetto De Lisi (it) (Palerme 1831-1875)
- Giuseppe Garibaldi a cavallo, 1884 circa, Bronze, cm 91 × 75 × 34 de Benedetto De Lisi (it)
- Ritratto di Giuseppe Garibaldi, 1870 circa, Olio su tela, cm 62 × 40 de Salvatore Lo Forte
- Ritratto di Giuseppe Garibaldi, 1860, Olio su tavola, cm 73 × 58.5 de Salvatore Lo Forte
- La notte del 19 luglio 1812 in Palermo ossia la rinuncia della feudalità siciliana (L’abolizione del fidecommesso), 1874, Huile sur toile, cm 197 × 268 de Francesco Padovano (Palerme 1842 - documentato a Palermo fino al 1915)
- L'enterrement de Garibaldi, 1862-1864, Huile sur toile, cm 248 × 171 de Filippo Liardo (it) (Leonforte 1834 – Asnières 1917)
- I carusi, environ 1905, Huile sur toile, cm 184 × 333,5 de Onofrio Tomaselli ( Bagheria 1866 – Palerme 1956)
- Une vie, environ 1900, Huile sur toile, cm 71 × 141 de Onofrio Tomaselli
- Réminiscences, environ 1899, pastel sur carton, cm. 85 × 73 de Onofrio Tomaselli
- Ritratto di Francesco Lojacono, environ 1930, Huile sur toile, cm 50,5 × 44 de Onofrio Tomaselli
- Busto di Francesco Lojacono, environ 1920, plâtre, cm 77 × 66 × 44 de Archimede Campini (it) (Forlì 1884 – Palerme 1950)
- Veduta di Monte Catalfano, environ 1865-1870, Huile sur toile, cm 45 × 109 de Francesco Lojacono (Palerme 1838-1915)
- Vento in montagna, 1872, Huile sur toile, cm 106 × 134,5 de Francesco Lojacono
- Alti pascoli, environ 1894-1896, Huile sur toile, cm 46 × 84,3 de Francesco Lojacono
- Piccolo scoglio, environ 1900-1914, Huile sur toile, cm 57 × 137 de Francesco Lojacono
- Veduta di Palermo, 1875, Huile sur toile, cm 78 × 156 de Francesco Lojacono
- Scogli (Lo scoglio), 1895-1905, Huile sur toile, cm 84 × 46 de Francesco Lojacono
- Mareggiata, environ 1900-1914, Huile sur toile, cm 21 × 39,5 de Francesco Lojacono
- Mare in risacca, environ 1909, Huile sur toile, cm 24 × 34 de Francesco Lojacono
- Monte San Giuliano, environ 1875-1880, Huile sur toile, cm 75 × 42,2 de Francesco Lojacono
- Marina (Marina con barca), environ 1880-1890, Huile sur toile, cm 33,5 × 97,5 de Francesco Lojacono
- Vasca con foglie (Vasca con capelvenere e alocasia), environ 1897, Huile sur toile, cm 41,7 × 70,5 de Francesco Lojacono
- Studio di palude, environ 1905-1910, Huile sur toile, cm 57 × 110 de Francesco Lojacono
- Autunno (Autunno sull’Anapo), environ 1907, Huile sur toile, cm 138 × 238 de Francesco Lojacono
- In giardino, environ 1938, Huile sur toile, cm 79 x 61,4 de Eustachio Catalano